# TOQ-BOX
TOQ-BOX（トークボックス）は、かつて東京急行電鉄（現・東急電鉄）が運行していた広告貸切列車および、東急バスが運行していた広告を統一した路線バス車両である。

## 概要
車内の広告が統一されるほか、車体にカラフルな虹や音符・楽器、またはシャボン玉のステッカーの装飾が施されており、外観で他の車両と容易に区別することができる。最初のTOQ-BOX編成は東横線では8090系の8087F、田園都市線では8500系の8634Fであった。
中吊り・窓上・ドア上・車両仕切り部の広告は統一できるが、客用ドア窓ガラスのステッカー広告は、原則として全て東急の「東急東京メトロパス」（2006年までは「パスネット」）の広告となっている。ただし例外として、2005年12月2日 - 2006年1月5日に運行された東横線用9000系9013F『映画ふたりはプリキュア Max Heart2 雪空のともだち』広告統一車は、客用ドア窓ガラスのステッカー広告についても統一されていた。また、8500系8634Fと、TOQ-BOXではない9011Fでは側扉ステッカーおよびつり革まで有名ブランドコーチの広告で統一されていた。
虹装飾の車両は当初、前面は山、側面は虹（先頭車のみ）と三色で描かれたビルのステッカーで装飾されていた。8500系は三色で描かれたビルだった。
田園都市線で運行されている青帯の8500系8637Fは元々、東急グループの企業である東急ケーブルテレビジョン（現・イッツ・コミュニケーションズ）の広告専用車両ケーブルテレビ号であったが、2002年頃に専用車でなくなった。当初は、先頭車前面に「TV TOKYU CABLE」の文字も表記されていた。
なお、2010年11月までにラッピング対象となっていた全車両がラッピング（8500系の側面帯を除く）を撤去しており、TOQ-BOX装飾は消滅した。

### 8637Fの沿革
- 1986年10月 落成。
- 1987年 CATV号となり青帯が巻かれるなどの装飾が施される。
- 1989年 6 - 8号車を8642Fと交換。元の車両は制御装置を界磁チョッパからVVVFインバータに改造した上で8642Fに入った（当初は青帯がそのままだった）。
- 1987年 - 2001年 青い「CATV」のステッカーを前面非常用貫通扉と側面窓の一部に貼り付け。2001年頃に行先表示器を幕式からLED式に変更した。
- 2001年 - 2002年 白い「iTSCOM」のステッカーを同じ位置に貼り付け。側面窓の広告は途中で廃止した。
- 2003年 東武伊勢崎線への直通運転を開始。LED行先表示器の日本語書体を明朝体からゴシック体に変更した。2003年4月ごろからしばらく非常用貫通扉に「多摩田園都市50周年」の広告を掲示した。「多摩田園都市」の広告掲示は、8637Fでは比較的早期に終了した。これ以降8637Fでは、しばらく車外への広告掲示は行われていなかった。
- 2004年2月 正面に排障器（スカート）を装備した。2005年にドアチャイムと2段式のLED式旅客案内表示器・自動放送装置を設置した。
- 2008年12月　側面に貼られていたシャボン玉のラッピングが剥がされ、前面のみになる。
- 2010年11月　前面に貼られていたシャボン玉のラッピングが剥がされ、シャボン玉のラッピングが完全に撤去される。前面および側面の青帯はそのままである。
- 2018年3月　側面ドア部分に青・黄色・緑・赤の塗装が追加される。
- 2018年4月　車体にBunkamuraのロゴや内装が写されたステッカーが貼られる。また、車内広告もBunkamuraに統一されており、TOQ-BOXが事実上復活した。
- 2023年1月25日　退役[1]。

## 車両と運行路線
虹や音符・シャボン玉などの装飾は2010年6月頃に撤去（TOQ-BOX装飾の鉄道車両のみ）

### 鉄道車両
東横線
- 9000系
9006F（虹・音符・楽器柄）
9013F（シャボン玉柄）
- なお、装飾が撤去された後、2編成とも大井町線に転属している。

田園都市線
- 8500系
8634F（虹・音符・楽器柄・車内表示装置（千鳥配置）・自動放送装備）
8637F（シャボン玉柄 青帯・車内表示装置（千鳥配置）・自動放送装備）

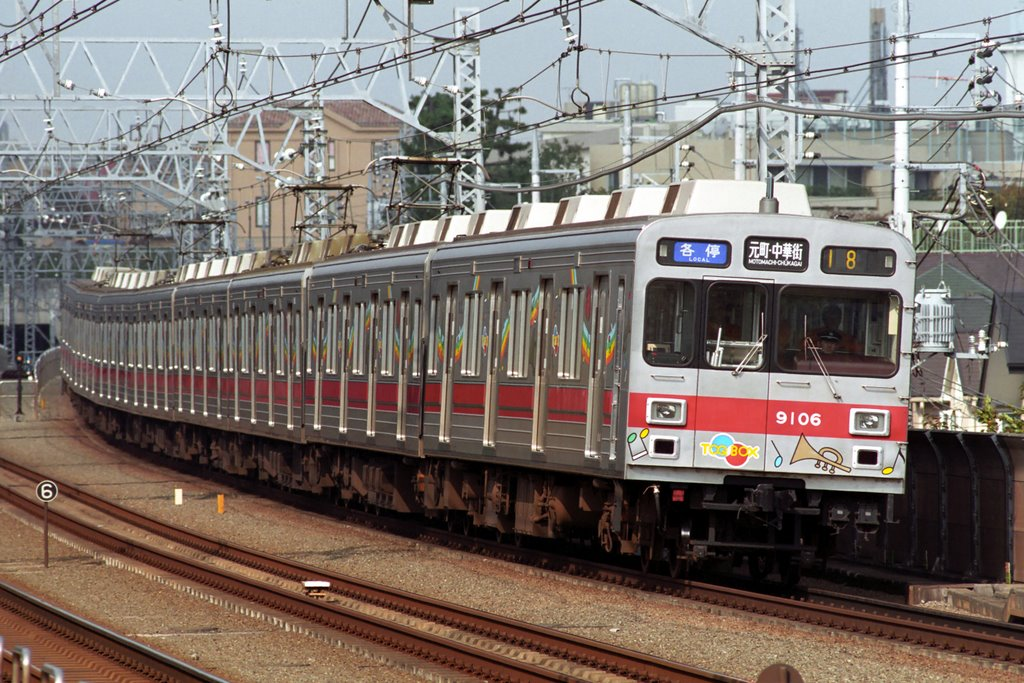
東横線9000系9006F TOQ-BOX号虹色装飾（2004年11月3日、多摩川）
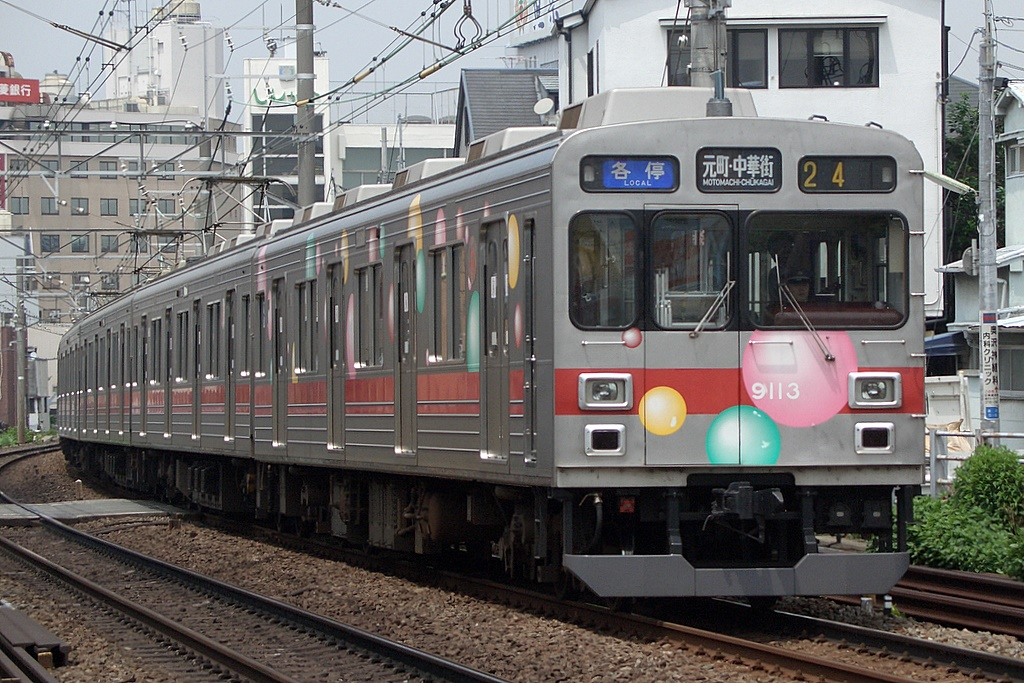
東横線9000系9013F TOQ-BOX号シャボン玉装飾（2005年7月2日、自由が丘駅～田園調布）
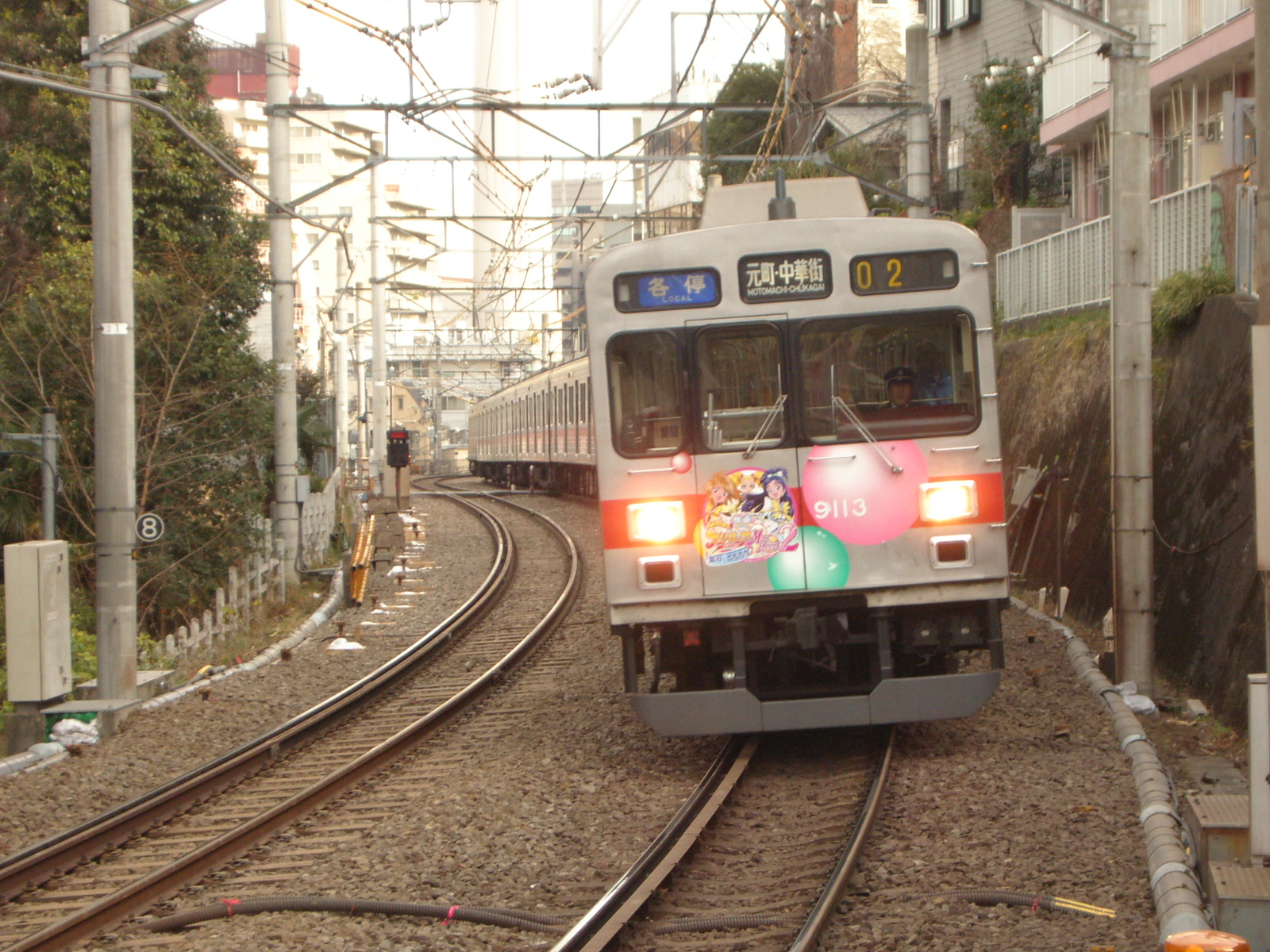
東横線9013F プリキュアトレイン（2005年12月25日、代官山）
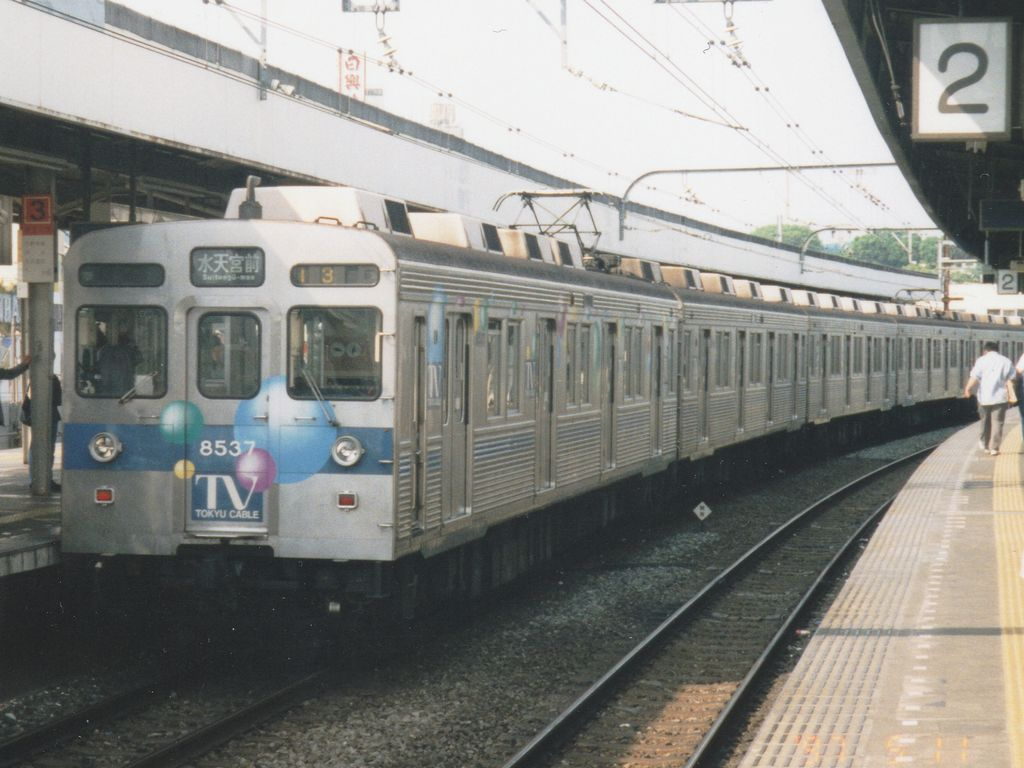
田園都市線8637F ケーブルテレビ号（1997年5月11日、二子玉川園（現・二子玉川））
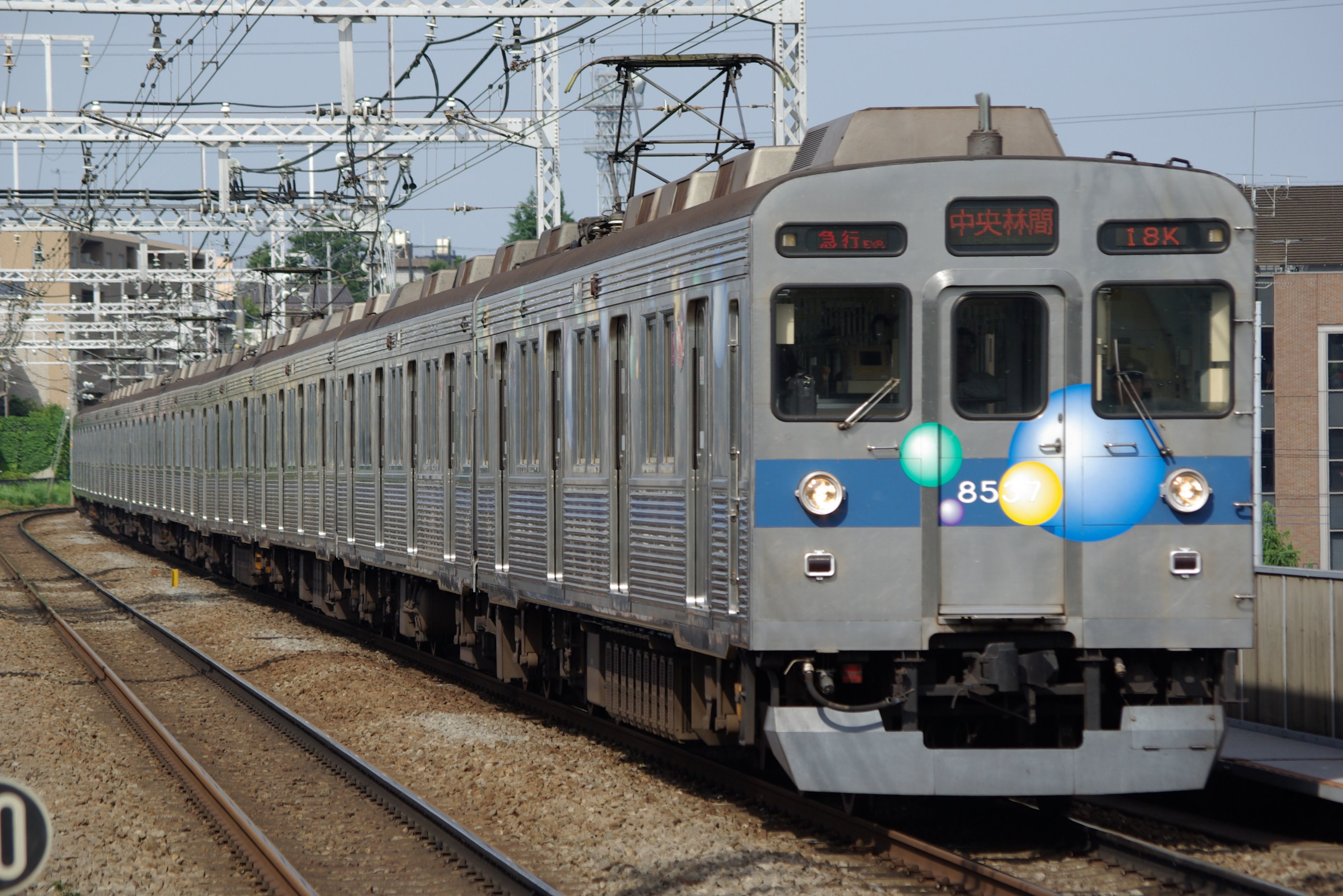
田園都市線8637F 2004年2月～現在（2007年6月17日、宮崎台）
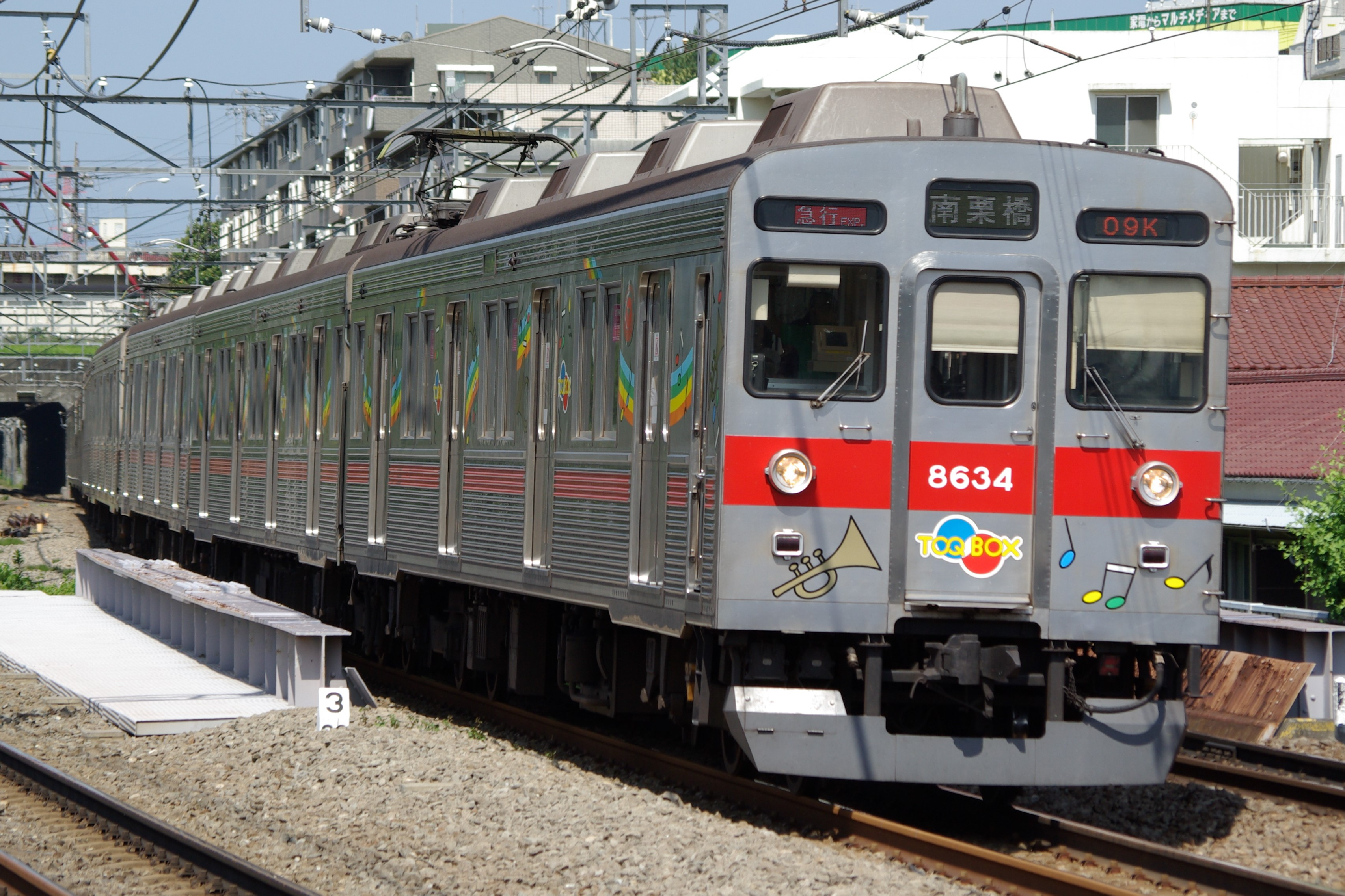
田園都市線8634F TOQ-BOX号虹色装飾（2007年8月16日）

### バス車両
AO237号車の除籍を皮切りに、2013年2月までに他のTOQ-BOX車もすべて解除され、東急バスからTOQ-BOX車はから消滅。事実上、TOQ-BOXの歴史に幕を閉じた。
AO237号車は除籍後、元東急グループの宗谷バスに移籍し、TOQ-BOXロゴはないがラッピング装飾は残されていた。
東急バス目黒営業所
- 日野自動車・ブルーリボンII
M743号車

東急バス青葉台営業所
- 日野自動車・ブルーリボンシティ
AO235号車→AO237号車

東急バス弦巻営業所
- いすゞ自動車・エルガミオ
T365号車

東急バス虹が丘営業所
- いすゞ自動車・エルガ
NJ8753号車

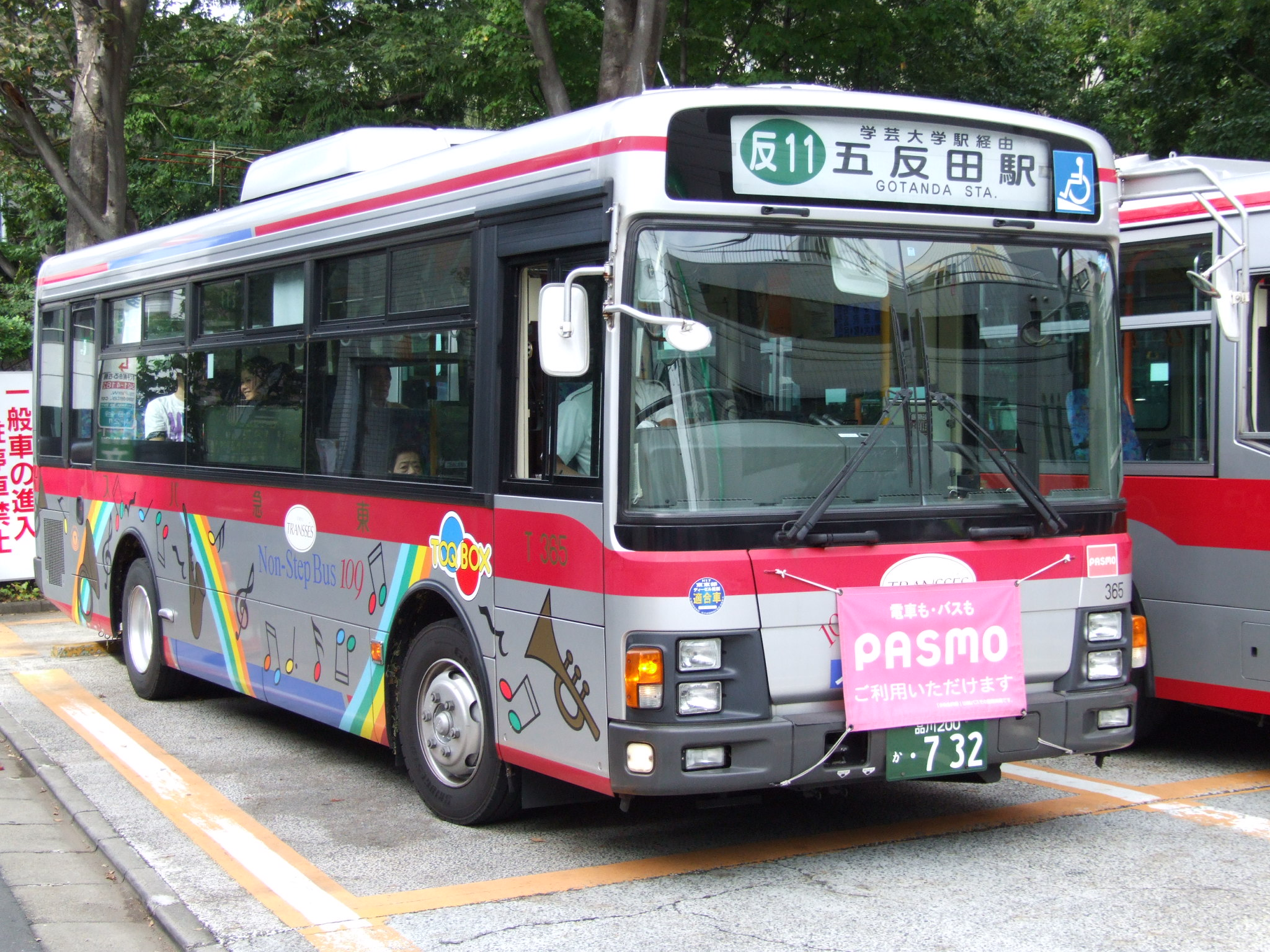
東急バス TOQ-BOX号 (T365)
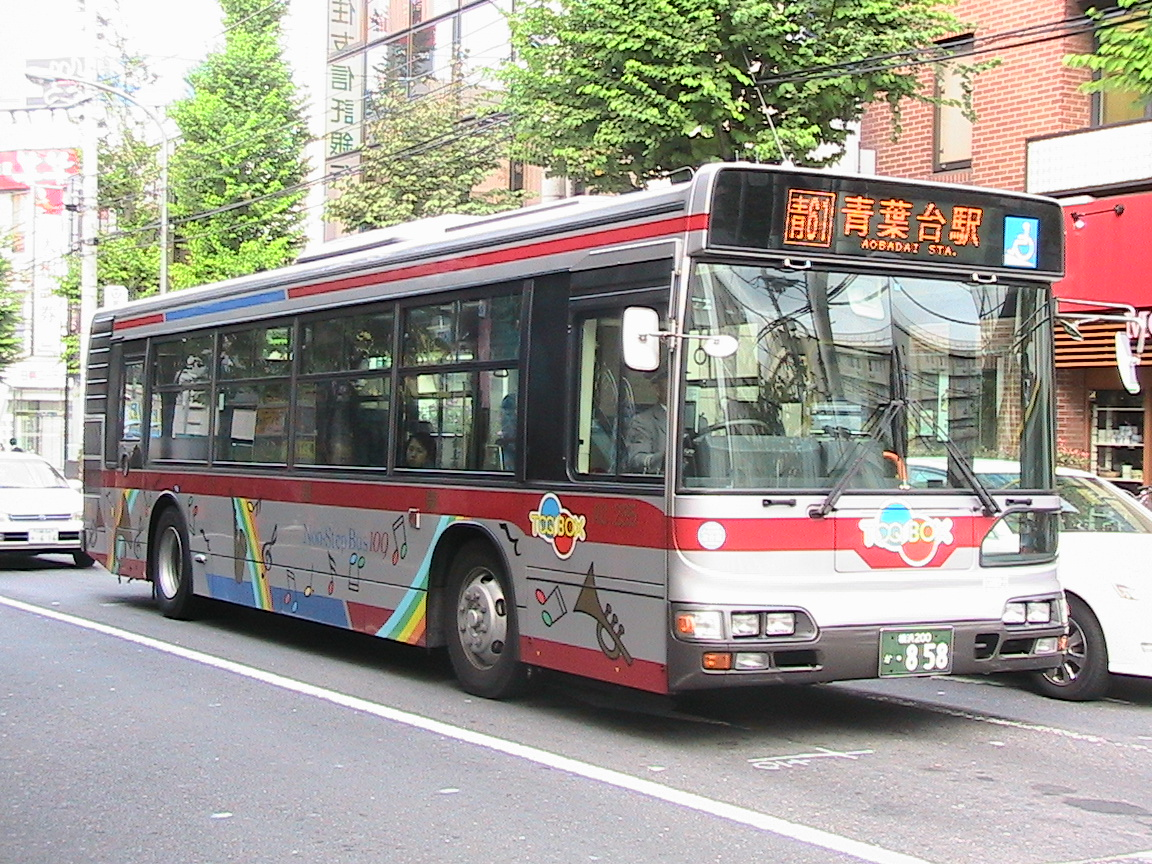
東急バス TOQ-BOX号 (AO235)